# Paul Ritter (herec)
Paul Ritter (původním jménem Simon Paul Adams; 20. prosince 1966, Gravesend, Kent, Velká Británie – 5. dubna 2021) byl britský divadelní a filmový herec. Jako divadelní herec účinkoval mj. v Národním divadle v Londýně. Jako filmový herec proslul svou rolí Anatolije Ďatlova v seriálu Černobyl, v Británii byl znám ze seriálu Páteční večeře. Jako herec byl všestranný a dokázal zahrát jak lehké komedie, tak vážná dramata.

## Život
Narodil se 20. prosince 1966 v Gravesendu v Kentu do katolické rodiny, jeho pravé jméno bylo Simon Paul Adams. Otec Ken Adams byl nástrojařem v různých elektrárnách, matka Joan (rozená Mooney) byla školní sekretářkou. Ritter se narodil jako poslední z pěti dětí ke čtyřem starším sestrám.
V mládí sledoval hodně televizní dokumenty a v oblasti hudby ho nadchla kapela Motörhead, která mu pomohla v dospívání překonat těžké období. Byl fanouškem Liverpool FC. Vystudoval gymnázium v Gravesendu, kde získal vzdělání v divadelním herectví. Po maturitě působil jeden rok v Německém národním divadle v Hamburku, načež po návratu přijal německy znějící umělecké jméno Ritter.
Jeho ženou byla Polly Radcliffeová, výzkumná pracovnice na King’s College London. Vzali se v roce 1996 a měli spolu syny Franka a Noaha.
Ritter zemřel v rodinném kruhu doma na nádor mozku 5. dubna 2021.

## Ocenění
- 2006 – nominace na divadelní cenu Laurence Oliviera za nejlepší vedlejší roli v Coram Boy[1]
- 2009 – nominace na divadelní cenu Tony za výkon v The Norman Conquests[2]